# Rosa Morena (película)
Rosa Morena es una película dramática danesa-brasileña de 2010 dirigida por Carlos Augusto de Oliveira. La película se estrenó en el Festival Internacional de Cine de São Paulo de 2010.

## Argumento
Al no poder adoptar a un niño en Dinamarca, Thomas, un arquitecto de 42 años, viaja a Brasil para intentar hacer realidad su sueño de ser padre. En São Paulo conoce a Jakob, un viejo amigo danés que le presenta a María, una joven humilde que está embarazada de su tercer hijo. Ella llega a un acuerdo con Thomas para donar el bebé a cambio de mejores condiciones de vida. Thomas se muda a la casa de María y su relación evoluciona de manera inesperada.

## Premios y nominaciones
- (2010) Ganadora de mejor película de Brasil en Itamaraty Award.[3]
- (2010) Nominada a mejor largometraje en International Jury Award.[3]
- (2011) Ganadora de mejor ópera prima en Cinequest San Jose Film Festival.[3]
- (2012) Festival Robert (Dinamarca): 8 nominaciones, incluyendo mejor película.[4]